# Arthur Lewis
Sir (William) Arthur Lewis (23. ledna 1915 Castries, Svatá Lucie – 15. června 1991 Bridgetown, Barbados) byl ekonom ze Svaté Lucie, který v roce 1979 spolu s Theodorem Schultzem získal Nobelovu cenu za ekonomii za „průkopnický výzkum ekonomického rozvoje se zvláštním zřetelem na problémy rozvojových zemí“. Stal se tak prvním černochem, který získal jinou Nobelovu cenu než za mír či literaturu.

## Životopis
Arthur Lewis se narodil do učitelské rodiny. George a Ida Lewisovi byli imigranti z ostrova Antigua, odkud přišli na přelomu 19. a 20. století. Společně měli 5 dětí a Arthur Lewis byl jejich čtvrté. Život pro ně však na Svaté Lucii nebyl jednoduchý, jelikož zde patřili do přistěhovatelné menšiny. Jeho otec zemřel, když mu bylo sedm let a jeho matka byla na výchovu sama. Oženil se roku 1947 s Gladys Jacobs a měli spolu dvě dcery (Elizabeth a Barbaru). Zemřel 15. června 1991 na Barbadosu. Je pohřben na akademické půdě veřejné vysoké školy na Svaté Lucii, která byla pojmenována na jeho počest Sir Arthur Lewis Community College. 
Na rytíře ho pasovala britská královna Alžběta II. v roce 1963. 

### Studium
Kvůli nemoci, kterou prodělal v sedmi letech, zůstal tři měsíce doma a jeho otec se ho rozhodl doučovat. Během té doby ho naučil tolik, co se normálně učilo ve škole dva roky. Po návratu do školy byl tak přeřazen ze 4. ročníku rovnou do 6.. To pak na něj mělo vliv během celého dospívání, kdy trávil čas se staršími lidmi než byl on. Podepsalo se to na jeho psychickém stavu, kdy trpěl nepochopením a méněcenností. Ve 14 letech ukončil školu a začal pracovat jako úředník ve státní správě.  Během této doby si vytvořil celoživotní přátelství s Ericem Williamsem, který se poté stal prvním premiérem Trinidadu a Tobagu. 
Jeho snahou a cílem po celou dobu bylo dostat se na britskou univerzitu, ale byl na to příliš mladý. Povedlo se mu to až v jeho 18 letech. Situaci mu stěžovala britská vláda, která zavedla ve svých koloniích to, že černoši mohli studovat pouze medicínu nebo práva. Lewis chtěl být inženýrem, ale to později změnil kvůli tomu, že vláda ani firmy by nezaměstnali černého inženýra. Rozhodl se tak studovat ekonomii na London School of Economic. Byl prvním černochem, který byl na tuto nejprestižnější ekonomickou školu přijat. Jeho talentu si všímali spolužáci i profesoři. Titul bakaláře získal roku 1937 a titulu Ph.D. dosáhl o tři roky později. Na LSE poté pracoval až do roku 1948. 

### Pracovní život
V roce 1948 se stal profesorem na Univerzitě v Manchesteru, kde působil až do roku 1957. V této době začal pracovat na některých svých nejdůležitějších konceptech, jako byla struktura kapitálu nebo mzda v rozvojových zemích. Téma ekonomiky rozvojových zemích byla jedno z nejvýznamnějších, kvůli dekolonizaci a ztrátě závislosti na evropských mocnostech, která v této době probíhala. 
První knihu vydal v roce 1949. Jeho výzkumná práce se dotýkala tří témat. První z nich byla průmyslová ekonomie, druhá se týkala dějin světové ekonomiky do roku 1870 a třetí rozvojové ekonomiky. Roku 1978 vydal publikaci, která se zaobírala růstem a kolísáním světové ekonomiky mezi lety 1870 až 1914. 
Byl poradcem pro africké a karibské vlády (např. Nigérie, Barbados, Jamajka...). Měl také speciální funkce, mezi lety 1957 až 1963, kdy působil jako ekonomický poradce pro ghanského předsedu vlády, a byl také zástupce ředitele OSN pro speciální fondy. Stal se prorektorem na Západoindické univerzitě po návratu do Karibiku v roce 1959. Mezi lety 1970 a 1974 vykonával funkci ředitele v Karibské rozvojové bance.
Roku 1963 se přestěhoval do Spojených států amerických a na Univerzitě Princeton se stal profesorem, kde působil až do roku 1983, kdy odešel do důchodu.

## Vědecká práce

### The Lewis model
Lewis v roce 1954 publikoval článek, který patří mezi jeho nejvýznamnější ekonomické práce „Economic Development with Unlimited Supplies of Labour“ (Manchester School).  V této publikaci představil takzvaný duální sektorový model neboli „Lewisův model“.
Lewis spojil analýzu historických zkušeností rozvinutých zemí s ústředními myšlenkami klasických ekonomů, aby vytvořil široký obraz o procesu rozvoje. Ve své teorii se „kapitalistický“ sektor vyvíjí tím, že se pracovní síla odebírá z nekapitalistického zaostalého „životního“ sektoru. Sektor životního minima je řízen neformálními institucemi a sociálními normami tak, aby producenti maximalizovali zisk a pracovníkům bylo možné platit nad jejich mezní produkt. V rané fázi vývoje znamená „neomezená“ nabídka práce z existenčního hospodářství to, že se kapitalistický sektor může na nějakou dobu rozšířit, aniž by bylo nutné zvyšovat mzdy. To má za následek vyšší výnosy z kapitálu, které jsou znovu investovány do akumulace kapitálu. Zvýšení základního kapitálu zase vede „kapitalisty“ k rozšíření zaměstnanosti čerpáním další pracovní síly ze sektoru obživy. Vzhledem k předpokladům modelu (například že zisky jsou reinvestovány a akumulace kapitálu nenahrazuje kvalifikovanou pracovní sílu ve výrobě) se proces stává soběstačným a vede k modernizaci a ekonomickému rozvoji.
Bod, ve kterém je přebytečná venkovská práce plně absorbována do výrobního sektoru, což obvykle způsobuje růst reálných mezd v zemědělství a nekvalifikovaných průmyslových odvětvích, se někdy nazývá Lewisův bod obratu.
Dosažení Lewisova bodu obratu obvykle způsobí zvýšení mzdových nákladů a funkční rozdělení ve prospěch práce. V některých případech, například v Japonsku od roku 1870 do roku 1920, se však produktivita práce v zemědělství výrazně zvýšila a vedla k přebytku pracovní síly, což tlumilo růst reálných mezd.
Podle studie Zhang a Yang dosáhla Čína v roce 2010 Lewisova bodu; levná pracovní síla v zemi rychle poklesla a skutečné zemědělské mzdy se podstatně zvýšily.  Navzdory velkému počtu obyvatel čelila Čína počátkem roku 2010 nedostatku pracovních sil a reálné mzdy se od roku 2003 téměř zdvojnásobily. Takový rychlý růst mezd za nekvalifikovanou práci je klíčovým ukazatelem dosažení Lewisova bodu.  Jiné časopisy, jako je China Economic Review, však tvrdí, že Čína nedosáhla Lewisova bodu, přičemž srovnává účinek Lewisova bodu v Číně s japonskými zkušenostmi.  Pracovní dokument Mezinárodního měnového fondu z roku 2013 předpovídá, že se Lewisův bod v Číně „objeví mezi lety 2020 a 2025“.

### The Theory of Economic Growth
V roce 1955 Lewis publikoval "The Theory of Economic Growth" , kde se snažil o poskytnutí vhodného rámce pro studium ekonomického rozvoje. Byl ovlivněn Anglií 19. století a průmyslovou revolucí.
Během průmyslové revoluce zažívala Anglie nejhorší ekonomickou krizi své doby. Teprve po ekonomickém osvícení se města začala přesouvat směrem k továrnám a pracným metodám výroby, které zažívaly obrovské posuny na trhu práce a zemědělství. To nakonec vedlo k vyšší produkci a vyšším příjmům. Lewis se domníval, že pokud se Anglie dokázala z této situace dostat, totéž by bylo možné udělat v rozvojových zemích po celém světě. Jeho teorie se ukázaly pravdivé pro některé země, jako je Nigérie a Barbados, kde byl zaznamenán určitý ekonomický rozvoj.

## Památka a vyznamenání
- Arthur Lewis Community College ve Svaté Lucii byla pojmenována na jeho počest
- Budova Arthura Lewise (otevřena v roce 2007) na Manchesterské Univerzitě , na které několik let přednášel, po něm byla pojmenována.
- Institut sociálních a ekonomických studií Sira Arthura Lewise na Univerzitě Západní Indie.
- Portrét Sira Arthura Lewise je na bankovce s hodnotou sto východokaribských dolarů.
- Auditorium Arthura Lewise, hlavní posluchárna v Robertson Hall, ve které sídlí Woodrow Wilson School of Public and International Affairs, jež je součástí Princetonské Univerzity, po něm bylo pojmenováno.